# 秦韬玉
秦韬玉（？—？），字中明，唐代京兆（今陝西西安）人。
唐僖宗中和二年（882年）進士。曾從唐僖宗入蜀，依附有權勢的宦官田令孜，為芳林十哲之一，曾任神策軍判官，工部侍郎。存有作品《貧女》等。